# Addison (Illinois)
Pour les articles homonymes, voir Addison.
Addison est un village du comté de DuPage dans l'Illinois, aux États-Unis,. Le village est incorporé le 9 janvier 1885. Addison est situé au nord du comté et au sud-ouest de l'aéroport international O'Hare de Chicago.

## Histoire
La communauté s'appelait, à l'origine, Dunkley's Grove, en référence à Hezekiah Dunklee, un colon. Elle est rebaptisée en référence à une localité d'Angleterre ou à Addison (New York).

## Démographie
Lors du recensement de 2010, le village comptait une population de 36 942 habitants. Elle est estimée, en 2016, à 36 902 habitants.

## Source de la traduction
- (en) Cet article est partiellement ou en totalité issu de l’article de Wikipédia en anglais intitulé « Addison, Illinois » (voir la liste des auteurs).